# Udotea orientalis
Espèce
Udotea orientalis est une espèce d'algues vertes de la famille des Udoteaceae.